# サンタンジェロ・レ・フラッテ
サンタンジェロ・レ・フラッテ（イタリア語: Sant'Angelo Le Fratte）は、イタリア共和国バジリカータ州ポテンツァ県にある、人口約1,400人の基礎自治体（コムーネ）。

## 地理

### 位置・広がり

#### 隣接コムーネ
隣接するコムーネは以下の通り。括弧内のSAはサレルノ県（カンパニア州）所属を示す。
- ブリエンツァ
- カッジャーノ (SA)
- ポッラ (SA)
- サトリアーノ・ディ・ルカーニア
- サヴォイア・ディ・ルカーニア
- ティート

## 行政

### 分離集落
サンタンジェロ・レ・フラッテには、以下の分離集落（フラツィオーネ）がある。
- Farisi, Isca, Santa Maria Fellana, San Vito